# 富羅雷
富羅雷（義大利語：Furore）是意大利南部坎帕尼亚大区萨莱诺省阿马尔菲海岸的一个小市镇。总面积1.73平方公里，人口857人，人口密度495.4人/平方公里（2009年）。ISTAT代码为065053。